# Bourbonska familjefördraget
Bourbonska familjefördraget var ett mellan regenterna av Kungariket Frankrike, Kungariket Spanien, Kungariket Neapel och Hertigdömet Parma, alla släkt genom Huset Bourbon, den 15 augusti 1761 i Versailles ingånget defensivt och offensivt förbundstraktat, där parterna garanterade varandras besittningar, förband sig att i händelse av krig ge varandra understöd i land- och sjöstridskrafter och beviljade varandras undersåtar samma förmåner i privaträttsligt och kommersiellt hänseende som landets egna innevånare.
Bourbonska familjefördraget utgjorde en fortsättning av de fransk-spanska allianserna, även de kallade familjefördrag, under polska och österrikiska tronföljdskrigen 1733 respektive 1743, vilka var riktade mot Storbritannien. Dess tillkomst hade att göra med Frankrikes motgångar i sjuårskriget och kung Karl III av Spaniens önskan om franskt understöd åt de bourbonska husen i Parma och Neapel. Dessa inbjöds att biträda i bourbonska familjefördraget, men endast Parma accepterade inbjudan. I enlighet med ett hemligt tillägg i bourbonska familjefördraget förklarade Spanien krig mot Storbritannien i maj 1762. Frankrikes och Spaniens förluster i freden 1763 uppvägdes i någon mån av framgångar under Amerikanska frihetskriget där Spanien i enlighet med bourbonska familjefördraget slöt upp på Frankrikes sida mot Storbritannien.
Då franska nationalförsamlingen i misstro mot dynastisk politik ville förvandla bourbonska familjefördraget till en "pacte national" av endast defensiv karaktär och 1790 inte gav Spanien önskat understöd i en konflikt med Storbritannien förlorade bourbonska familjefördraget sin betydelse.